# Ефимия II, графиня Росс
Ефимия II, графиня Росс, также известна как Ефимия Лесли (англ. Euphemia II, Countess of Ross, Euphemia Leslie; XIV век — XV век) — 8-я графиня Росс в Северной Шотландии (1402—1415).

## Биография
Единственная дочь Александра Лесли, графа Росса (1366—1402), и его жены Изабеллы Стюарт, дочери Роберта Стюарта, 1-го герцога Олбани.
В мае 1402 года после смерти своего отца Александра Ефимия унаследовала титул де-юре графини Росса. Она находилась под опекой своего деда Роберта Стюарта, герцога Олбани, и никогда, вероятно, не пользовалась реальной властью в графстве Росс.
После неудачной попытки выйти замуж за Томаса Данбара, сына Томаса Данбара, 5-го графа Морея, Ефимия де Росс под нажимом своего деда Роберта Стюарта отказалась от титула графини в пользу его второго сына, Джона Стюарта, графа Бьюкена. Переход графства Росс под контроль Джона Стюарта был оспорен Дональдом Макдональдом, лордом Островов, противником герцога Олбани, который претендовал на графство Росс от имени своей жены Марии Мариотты Лесли, дочери Ефимии I и Уолтера Лесли.
После отказа от власти Ефимия удалилась в монастырь Норт-Берик. Некоторые источники сообщали, что Ефимия Лесли страдала физическим недостатком, была горбуньей.